# Эсхин (один из Тридцати тиранов)
Эсхин (др.-греч. Αισχινης; умер после 403 года до н. э.) — древнегреческий политический деятель, один из Тридцати тиранов, правивших Афинами в 404—403 годах до н. э. 

## Биография
В 404 году до н. э. Эсхин стал членом коллегии Тридцати (позже её членов стали называть «Тридцатью тиранами»), к которой перешла власть над Афинами. Известно, что он принадлежал к той трети членов совета, которая была назначена Фераменом, и представлял филу Кекропида. Именно Эсхина коллеги отправили вместе с Аристотелем в Спарту, к Лисандру, с просьбой прислать в Афины гарнизон. Эта просьба была исполнена, и отряд в семьсот спартанцев, занявший акрополь, стал опорой власти Тридцати. О дальнейшей судьбе Эсхина ничего не известно. При этом античные авторы сообщают, что большинство «тиранов» после поражения в гражданской войне бежало в Элевсин (403 год до н. э.), и позже одни предстали перед судом, другие были убиты, а третьи нашли убежище в других регионах Греции.